# Canalejas del Arroyo
Canalejas del Arroyo – gmina w Hiszpanii, w prowincji Cuenca, w Kastylii-La Mancha, o powierzchni 60,95 km². W 2011 roku gmina liczyła 313 mieszkańców.